# Tanx
Tanx ist das im März 1973 erschienene vierte offizielle Album der britischen Glam-Rock-Band T. Rex.

## Album
Tanx ist die letzte LP, die in der klassischen Bandbesetzung, bestehend aus Marc Bolan (Gesang, Gitarre), Mickey Finn (Percussion, Begleitgesang), Steve Currie (Bass) und Bill Legend (Schlagzeug), eingespielt wurde und auf der Howard Kaylan und Mark Volman als Background-Sänger zu hören sind. Auch hat Tony Visconti zum letzten Mal bei allen Titeln einer T.-Rex-LP die Produktion übernommen. Das Album markiert zudem das beginnende Ende der kommerziell erfolgreichsten etwa zweieinhalbjährigen Periode der Gruppe.
Aufgenommen wurde das Album 1972 im Chateau d'Herouville, Paris und in den Rosenberg Studios in Kopenhagen. Einige Kritiker hören auf Tanx bereits erste Ermüdungserscheinungen und selbst Produzent Tony Visconti räumt ein, dass sich er und die Gruppe offensichtlich wiederholten. Die Band war zu dieser Zeit häufig unterwegs auf Tournee, Bolan schrieb in Hotelzimmern zwischen den Auftritten neue Songs und es blieb wenig Zeit zu deren Ausarbeitung.
Anders als bei den beiden Vorgänger-Alben sind auf Tanx keine Hit-Singles zu finden. Der Song Born to Boogie, der nicht im gleichnamigen Konzertfilm von Ringo Starr enthalten ist, erschien aber schon Ende 1972 zusammen mit einem von Bolan gesprochenen Xmas Riff als B-Seite der Single Solid Gold – Easy Action (Platz 2 UK, Platz 6 D). Diese ist, wie die zeitgleich mit dem Album veröffentlichte Hit-Single 20th Century Boy, die in Großbritannien bis auf Platz 3 der offiziellen UK Single-Hitparade kam, und auch in Deutschland ein Top-Ten-Hit war, und derer B-Seite Free Angel auf späteren CD-Veröffentlichungen als Bonus-Titel enthalten. Ebenso die Single Children of the Revolution / Jitterbug Love / Sunken Rags, die Platz 2 in den UK-Charts und Platz 4 in Deutschland belegte (ohne Sunken Rags). Der Album-Titel Mad Donna erschien in Deutschland knapp ein Jahr später noch einmal als B-Seite von Teenage Dream.
Das Album kam in den LP-Charts bis auf Platz 4 im Vereinigten Königreich und war mit Platz 3 die höchstplatzierteste LP der Gruppe in Deutschland.

## Cover
Auf dem schwarz-weiß Cover-Foto ist Marc Bolan – in futuristischem Glamour-Anzug und Federboa gekleidet – zu sehen, wie er in provokanter Pose hinter einem Spielzeug-Panzer und dessen aufwärts gerichteten Kanonenrohr sitzt. Das Foto hat Peter Howe gemacht. Die Originalausgaben enthielten zudem ein schwarz-weiß Faltposter Bolans aus der gleichen Foto-Session. Die Gestaltung des Covers koordinierte John Kosh.

## Titelliste
Alle Titel wurden geschrieben von Marc Bolan.
1. Tenement Lady – 2:54
2. Rapids – 2:48
3. Mister Mister – 3:30
4. Broken Hearted Blues – 2:01
5. Shock Rock – 1:40
6. Country Honey – 1:46
7. Electric Slim and the Factory Hen – 3:06
8. Mad Donna – 2:15
9. Born to Boogie – 2:04
10. Life Is Strange – 2:30
11. The Street and Babe Shadow – 2:18
12. Highway Knees – 2:34
13. Left Hand Luke and the Beggar Boys – 5:15

## Tanx / Deluxe Edition
- Disk 1 enthält neben der originalen Titelliste zusätzlich 7 Titel von Single A- und B-Seiten:

1. Children of the Revolution
2. Jitterbug Love
3. Sunken Rags
4. Solid Gold – Easy Action
5. Xmas Riff
6. 20th Century Boy
7. Free Angel

- Disk 2 enthält 23 alternative Versionen verschiedener Titel von Disk 1

alle Titel geschrieben von Marc Bolan